# Svenska koloniseringen av Finland
Den svenska koloniseringen av Finland är den process genom vilken svensktalande allmoge bosatte sig i nuvarande Finland. Exakt när detta först skedde är oklart, men processen torde ha accelererat i samband med korstågen till Finland och inlemmandet av landet i det svenska riket från 1100-talet till 1350-talet. Kolonisatörerna kom från centrala Sverige. Antalet kolonisatörer har uppskattats vara tusentals.
Bosättarna var kristna och de anlände till områden som fortfarande till majoriteten styrdes av finsk hedendom. Koloniseringen stöddes av det svenska kungariket, som gav fyra års skattefrihet till varje kristen svensk som bosatte sig i Egentliga Finland, Nyland, Åland, Tavastland eller Satakunda.
Koloniseringen påverkades även av det bra läget klimatvis i Europa. 980–1250 års varma klimatfas hade lett till befolkningsökning, vilket ökade drivkrafterna för emigration. Samtidigt koloniserade svenskar också till norra Sverige och västra Estland. På 1300-talet koloniserade svenskar också Medelpad och Ångermanland.
Utöver korstågens våld skapade koloniseringen många konflikter mellan bosättarna och finnarna. Bosättarna behövde stöd från Sverige i många områden mot finnarna. Urinvånarna i många kustområden förlorade också sina fiske- och odlingsrättigheter, vilket ledde till konflikter. 1348 gav biskop Hemming och ägaren av Åbo slott ett skyddsbrev till bosättare runt Bottniska viken. Som resultat av processen flyttade några av invånarna som vägrade konvertera till katolicismen från Tavastland och Satakunta till norra Finland.